# Peter Budaj
Peter Budaj (18. září 1982, Banská Bystrica) je bývalý slovenský hokejový brankář.

## Hráčská kariéra
S hokejem začínal ve své rodné Bánské Bystrici, kde hrál za tamní tým HC 05 Banská Bystrica. V roce 1999, odešel do zámoří, kde nastupoval za tým Toronto St.Michaels Majors v juniorské soutěži OHL. Zde byl vyhlášen nejlepším brankářem ligy. Od roku 2002 nastupoval za tým Hershey Bears v AHL. V roce 2001 byl draftován týmem NHL Colorado Avalanche na celkově 63. místě.
Před nastupující sezónou 2005/2006 podepsal s Coloradem smlouvu. Následně byl zařazen do základního kádru, kde obsadil místo brankářské dvojky. V ročníkové sezóně 2006/2007 se díky poklesu výkonu brankářské jedničky José Théodora nastoupil v 57 zápasech. V dubnu 2019 ukončil hokejovou kariéru.

## Ocenění a úspěchy
- 2002 OHL - Nejnižší průměr inkasovaných branek
- 2002 OHL - Nejúspěšnější brankář v %
- 2002 OHL - Druhý All-Star Tým
- 2007 NHL - YoungStars Roster
- 2010 MS - Top tří hráčů v týmu
- 2016 AHL - All-Star Game
- 2016 AHL - Nejnižší průměr inkasovaných branek
- 2016 AHL - Aldege „Baz“ Bastien Memorial Award
- 2016 AHL - Harry „Hap“ Holmes Memorial Award
- 2016 AHL - Nejúspěšnější brankář v %
- 2016 AHL - První All-Star Tým
- 2016 AHL - Nejvíce vychytaných nul
- 2016 AHL - Nejvíce vítězství

## Prvenství
- Debut v NHL - 8. října 2005 (Dallas Stars proti Colorado Avalanche)
- První inkasovaný gól v NHL - 8. října 2005 (Dallas Stars proti Colorado Avalanche, finským útočníkem Jere Lehtinen)
- První vychytaná nula v NHL - 12. března 2006 (Colorado Avalanche proti Calgary Flames)

## Statistiky

### Základní části
| Sezona       | Tým                          | Liga         | Z   | V   | P   | R | Pvp | MIN    | OG  | ČK | POG  | %ChS |
| ------------ | ---------------------------- | ------------ | --- | --- | --- | - | --- | ------ | --- | -- | ---- | ---- |
| 1999–00      | Toronto St. Michael's Majors | OHL          | 34  | 6   | 18  | 1 | —   | 1676   | 112 | 1  | 4.01 | .882 |
| 2000–01      | Toronto St. Michael's Majors | OHL          | 37  | 17  | 12  | 3 | —   | 1996   | 95  | 3  | 2.86 | .907 |
| 2001–02      | Toronto St. Michael's Majors | OHL          | 42  | 26  | 9   | 5 | —   | 1148   | 89  | 2  | 2.29 | .922 |
| 2002–03      | Hershey Bears                | AHL          | 28  | 10  | 10  | 2 | —   | 1467   | 65  | 2  | 2.66 | .911 |
| 2003–04      | Hershey Bears                | AHL          | 46  | 17  | 20  | 6 | —   | 2574   | 120 | 3  | 2.80 | .916 |
| 2004–05      | Hershey Bears                | AHL          | 59  | 29  | 25  | 2 | —   | 3356   | 148 | 5  | 2.65 | .919 |
| 2005–06      | Colorado Avalanche           | NHL          | 34  | 14  | 10  | — | 6   | 1802   | 86  | 2  | 2.86 | .900 |
| 2006–07      | Colorado Avalanche           | NHL          | 57  | 31  | 16  | — | 6   | 3198   | 143 | 3  | 2.68 | .905 |
| 2007–08      | Colorado Avalanche           | NHL          | 35  | 16  | 10  | — | 4   | 1912   | 82  | 0  | 2.57 | .903 |
| 2008–09      | Colorado Avalanche           | NHL          | 56  | 20  | 29  | — | 5   | 3232   | 154 | 2  | 2.86 | .899 |
| 2009–10      | Colorado Avalanche           | NHL          | 15  | 5   | 5   | — | 2   | 728    | 32  | 1  | 2.64 | .917 |
| 2010–11      | Colorado Avalanche           | NHL          | 45  | 15  | 21  | — | 4   | 2439   | 130 | 1  | 3.20 | .895 |
| 2011–12      | Montreal Canadiens           | NHL          | 17  | 5   | 7   | — | 5   | 1037   | 44  | 0  | 2.55 | .913 |
| 2012–13      | Montreal Canadiens           | NHL          | 13  | 8   | 1   | — | 1   | 656    | 25  | 1  | 2.29 | .908 |
| 2013–14      | Montreal Canadiens           | NHL          | 24  | 10  | 8   | — | 3   | 1338   | 56  | 1  | 2.51 | .909 |
| 2014–15      | St. John's IceCaps           | AHL          | 19  | 0   | 9   | — | 6   | 913    | 54  | 0  | 3.55 | .888 |
| 2015–16      | Ontario Reign                | AHL          | 60  | 42  | 14  | — | 5   | 3575   | 104 | 9  | 1.75 | .932 |
| 2015–16      | Los Angeles Kings            | NHL          | 1   | 1   | 0   | — | 0   | 62     | 4   | 0  | 3.87 | .857 |
| 2016–17      | Los Angeles Kings            | NHL          | 53  | 27  | 20  | — | 3   | 3042   | 107 | 7  | 2.12 | .917 |
| 2016–17      | Tampa Bay Lightning          | NHL          | 7   | 3   | 1   | — | 0   | 280    | 13  | 0  | 2.80 | .898 |
| 2017–18      | Tampa Bay Lightning          | NHL          | 8   | 3   | 3   | — | 1   | 431    | 27  | 0  | 3.77 | .876 |
| 2017–18      | Syracuse Crunch              | AHL          | 2   | 0   | 1   | — | 1   | 122    | 6   | 0  | 2.95 | .887 |
| 2018–19      | Ontario Reign                | AHL          | 27  | 7   | 11  | — | 7   | 1513   | 94  | 1  | 3.73 | .890 |
| 2018–19      | Los Angeles Kings            | NHL          | 3   | 0   | 1   | — | 0   | 72     | 6   | 0  | 5.00 | .818 |
| Celkem v NHL | Celkem v NHL                 | Celkem v NHL | 368 | 158 | 132 | — | 40  | 20,216 | 909 | 18 | 2.70 | .904 |

### Play-off
| Sezona       | Tým                          | Liga         | Z  | V | P | MIN | OG | ČK | POG   | %ChS |
| ------------ | ---------------------------- | ------------ | -- | - | - | --- | -- | -- | ----- | ---- |
| 2000–01      | Toronto St. Michael's Majors | OHL          | 11 | 6 | 4 | 621 | 26 | 1  | 2.51  | —    |
| 2001–02      | Toronto St. Michael's Majors | OHL          | 12 | 5 | 6 | 620 | 34 | 1  | 3.29  | .898 |
| 2002–03      | Hershey Bears                | AHL          | 1  | 0 | 0 | 6   | 2  | 0  | 20.81 | .333 |
| 2007–08      | Colorado Avalanche           | NHL          | 3  | 0 | 0 | 107 | 6  | 0  | 3.33  | .908 |
| 2009–10      | Colorado Avalanche           | NHL          | 1  | 0 | 0 | 9   | 1  | 0  | 6.67  | .750 |
| 2012–13      | Montreal Canadiens           | NHL          | 2  | 0 | 2 | 63  | 7  | 0  | 6.67  | .774 |
| 2013–14      | Montreal Canadiens           | NHL          | 1  | 0 | 0 | 20  | 3  | 0  | 9.00  | .625 |
| 2015–16      | Ontario Reign                | AHL          | 13 | 7 | 6 | 800 | 29 | 0  | 2.18  | .904 |
| Celkem v NHL | Celkem v NHL                 | Celkem v NHL | 7  | 0 | 2 | 199 | 17 | 0  | 5.13  | .843 |

### Reprezentace
| Rok                       | Tým                       | Soutěž                    | Z  | V | P | R | MIN | OG | ČK | POG  | %ChS |
| ------------------------- | ------------------------- | ------------------------- | -- | - | - | - | --- | -- | -- | ---- | ---- |
| 2000                      | Slovensko 18              | MS-18                     | 5  | 2 | 3 | 0 | 249 | 13 | 0  | 3.13 | .932 |
| 2001                      | Slovensko 20              | MSJ                       | 4  | 1 | 3 | 0 | 239 | 16 | 0  | 4.01 | .875 |
| 2002                      | Slovensko 20              | MSJ                       | 4  | 1 | 0 | 2 | 212 | 11 | 1  | 3.11 | .919 |
| 2006                      | Slovensko                 | OH                        | 3  | 2 | 1 | 0 | 179 | 6  | 0  | 2.01 | .924 |
| 2008                      | Slovensko                 | MS                        | 1  | 0 | 1 | 0 | 59  | 3  | 0  | 3.03 | .903 |
| 2008                      | Slovensko                 | MS                        | 6  | 2 | 4 | 0 | 282 | 13 | 0  | 2.76 | .913 |
| 2014                      | Slovensko                 | OH                        | 1  | 0 | 0 | 0 | 27  | 2  | 0  | 4.44 | .750 |
| Seniorská kariéra celkově | Seniorská kariéra celkově | Seniorská kariéra celkově | 11 | 4 | 6 | 0 | 547 | 24 | 0  | 2.67 | —    |